# Hypoctonus javanicus
Espèce
Hypoctonus javanicus est une espèce d'uropyges de la famille des Thelyphonidae.

## Distribution
Cette espèce est endémique de Java en Indonésie.

## Étymologie
Son nom d'espèce lui a été donné en référence au lieu de sa découverte, Java.

## Publication originale
- Speijer, 1933 : Die Pedipalpi des Zoologischen Museums in Buitenzorg und die der  Sammlung Dr. F. Kopstein. Zoologische mededeelingen, vol. 16, no 8, p. 67-76.